# Hoa hậu Hoàn vũ Malaysia 2022
Hoa hậu Hoàn vũ Malaysia 2022 là phiên bản thứ 55 của cuộc thi Hoa hậu Hoàn vũ Malaysia được tổ chức vào ngày 7 tháng 10 năm 2022 tại M Resort and Hotel, Damansara, Kuala Lumpur. Miss Universe Malaysia 2020, Francisca Luhong James trao vương miện cho Lesley Cheam Wei Yeng khi kết thúc sự kiện. Cô sẽ đại diện cho Malaysia tại Hoa hậu Hoàn vũ 2022.

## Tổ chức

### Địa điểm và ngày tháng
Hội thi sắc đẹp của Hoa hậu Hoàn vũ Malaysia 2022 được tổ chức từ tháng 6 đến tháng 10.
Vào ngày 8 tháng 9 năm 2022, thông qua Instagram của Hoa hậu Hoàn vũ Malaysia đã xác nhận rằng đêm chung kết sẽ diễn ra tại một khu nghỉ dưỡng sang trọng 5 sao được kết nối tốt, thuận tiện nằm nép mình trong vành đai xanh Damansara ở Kuala Lumpur vào ngày 7 tháng 10 năm 2022.

### Chương trình thực tế tiếp theo của Hoa hậu Hoàn vũ Malaysia
Trang web thứ sáu của chương trình thực tế mang tên "Chương trình thực tế tiếp theo của Hoa hậu Hoàn vũ Malaysia" đã được phát hành qua YouTube trên kênh Hoa hậu Hoàn vũ Malaysia.
| Chương trình | Tiêu đề                                 | Ngày phát sóng ban đầu | Tham khảo |
| ------------ | --------------------------------------- | ---------------------- | --------- |
| 1            | Cuộc hành trình bắt đầu                 | 20 tháng 6 năm 2022    | [ 1 ]     |
| 2            | Phép màu với trang điểm                 | 21 tháng 6 năm 2022    | [ 2 ]     |
| 3            | Tóc của bạn là Vương miện của bạn       | 25 tháng 6 năm 2022    | [ 3 ]     |
| 4            | Một làn da tuyệt vời bắt đầu ở đây      | 26 tháng 6 năm 2022    | [ 4 ]     |
| 5            | Chăm sóc tóc chuyên nghiệp của Nữ hoàng | 2 tháng 7 năm 2022     | [ 5 ]     |
| 6            | Một Ngày Tóc Tốt Sẽ Đẹp Hơn             | 3 tháng 7 năm 2022     | [ 6 ]     |
| 7            | Thử thách tô cá                         | 2 tháng 9 năm 2022     | [ 7 ]     |
| 8            | Kẹo sáp                                 | 17 tháng 9 năm 2022    | [ 8 ]     |
| 9            | FIRE Fit                                | 18 tháng 9 năm 2022    | [ 9 ]     |
| 10           | Mô hình Elpis                           | 24 tháng 9 năm 2022    |           |
| 11           | Sự kiện Habib Raya                      | 1 tháng 10 năm 2022    |           |
| 12           | Vogue Lounge                            | 2 tháng 10 năm 2022    |           |

## Đêm dạ tiệc
Vào ngày 8 tháng 9 năm 2022, tổ chức đã thông báo rằng đêm gala sẽ được tổ chức tại M Resort and Hotel ở Kuala Lumpur.

### Ban giám khảo
- Kenny Yee - Người sáng lập Make Up Miracle & Beauty Workshop
- Datin Selwin Kaur - Giám đốc điều hành của Glojas
- Rizman Ruzaini - Nhà thiết kế thời trang người Malaysia
- Don Teo - Giám đốc vận hành, M Resort and Hotel
- Andrea Wong - Giám đốc sáng tạo kiêm nhà tạo mẫu thời trang
- Bác sĩ Karen Po - Giám đốc y tế của La Jung
- Shweta Sekhon - Hoa hậu Hoàn vũ Malaysia 2019

## Kết quả
| Kết quả cuối cùng             | Thí sinh tham gia |
| ----------------------------- | --- |
| Hoa hậu Hoàn vũ Malaysia 2022 | - Selangor – Lesley Cheam Wei Yeng |
| Á hậu 1                       | - Kuala Lumpur – Ajunee Simreet Kaur Khangura |
| Á hậu 2                       | - Pahang – Tee Wan Ying |
| Top 8                         | - Malacca – Catherine Lai Hui Yi - Sabah – Annatasha Shanty Jeremiah - Sarawak – Joann Tiong Hau Ping - Selangor – Kaverrna Nair Sukumaran - Selangor – Wong Siu Jane |

§ Người chiến thắng yêu thích của người hâm mộ

## Giải thưởng đặc biệt
| Giải thưởng                          | Thí sinh tham gia                             |
| ------------------------------------ | --------------------------------------------- |
| Miss Congeniality                    | - Sabah – Annatasha Shanty Jeremiah           |
| Miss La Jung Glorious                | - Selangor – Wong Siu Jane                    |
| Miss Body Beautiful                  | - Pahang – Tee Wan Ying                       |
| Miss Habib                           | - Kuala Lumpur – Ajunee Simreet Kaur Khangura |
| Miss Glojas Glowing Beauty           | - Kuala Lumpur – Ajunee Simreet Kaur Khangura |
| Miss Good Hair Day                   | - Sabah – Annatasha Shanty Jeremiah           |
| Miss M Resort                        | - Selangor – Wong Siu Jane                    |
| Miss Radiant Confidence              | - Selangor – Lesley Cheam Wei Yeng            |
| Miss Dermalogica Healthy Skin        | - Malacca – Catherine Lai Hui Yi              |
| Miss Schwarzkopf Most Beautiful Hair | - Selangor – Lesley Cheam Wei Yeng            |

## Thí sinh tham gia
15 thí sinh sẽ cạnh tranh cho danh hiệu. Bảy người đến từ Selangor, hai người từ Melaka, và một người đến từ Kuala Lumpur, Sabah, Penang, Sarawak, Perak và Pahang.
| No. | Đại diện                     | Tuổi | Chiều cao              | Quê nhà      | Danh hiệu                     |
| --- | ---------------------------- | ---- | ---------------------- | ------------ | ----------------------------- |
| 01  | Ajunee Simreet Kaur Khangura | 20   | 1,70 m (5 ft 7 in)     | Kuala Lumpur | Á hậu 1                       |
| 02  | Annatasha Shanty Jeremiah    | 25   | 1,70 m (5 ft 7 in)     | Penampang    | Top 8                         |
| 03  | Buganna S. Saravana Kumar    | 24   | 1,68 m (5 ft 6 in)     | Melaka       |                               |
| 04  | Catherine Lai Hui Yi         | 26   | 1,68 m (5 ft 6 in)     | Melaka       | Top 8                         |
| 05  | Chantal Yuen Ting            | 27   | 1,72 m (5 ft 7+1⁄2 in) | Penang       |                               |
| 06  | Lesley Cheam Wei Yeng        | 26   | 1,66 m (5 ft 5+1⁄2 in) | Semenyih     | Hoa hậu Hoàn vũ Malaysia 2022 |
| 07  | Clarissa Tay Wei Qi          | 24   | 1,71 m (5 ft 7+1⁄2 in) | Selangor     |                               |
| 08  | Joann Tiong Hau Ping         | 21   | 1,66 m (5 ft 5+1⁄2 in) | Kuching      | Top 8                         |
| 09  | Kasshvini Mathuraiveran      | 26   | 1,68 m (5 ft 6 in)     | Selangor     |                               |
| 10  | Kaverrna Nair Sukumaran      | 26   | 1,68 m (5 ft 6 in)     | Subang Jaya  | Top 8                         |
| 11  | Jingle Phan Jing Mun         | 26   | 1,70 m (5 ft 7 in)     | Ipoh         |                               |
| 12  | Tee Wan Ying                 | 25   | 1,76 m (5 ft 9+1⁄2 in) | Mentakab     | Á hậu 2                       |
| 13  | Thevambbikai G.K. Kasinathan | 27   | 1,75 m (5 ft 9 in)     | Selangor     |                               |
| 14  | Varyne Foo Augustine         | 20   | 1,70 m (5 ft 7 in)     | Puchong      |                               |
| 15  | Wong Siu Jane                | 25   | 1,71 m (5 ft 7+1⁄2 in) | Selangor     | Top 8                         |